# Kámen (hrad)
Kámen je hrad přestavěný na zámek ve stejnojmenné vesnici asi pět kilometrů jižně od Pacova v okrese Pelhřimov. Malovcové z Malovic nechali původně gotický hrad z počátku čtrnáctého století přestavět na barokní zámek, jehož dochovaná podoba je výsledkem romantických úprav ze druhé poloviny devatenáctého století. Kámen je chráněn jako kulturní památka.

## Historie

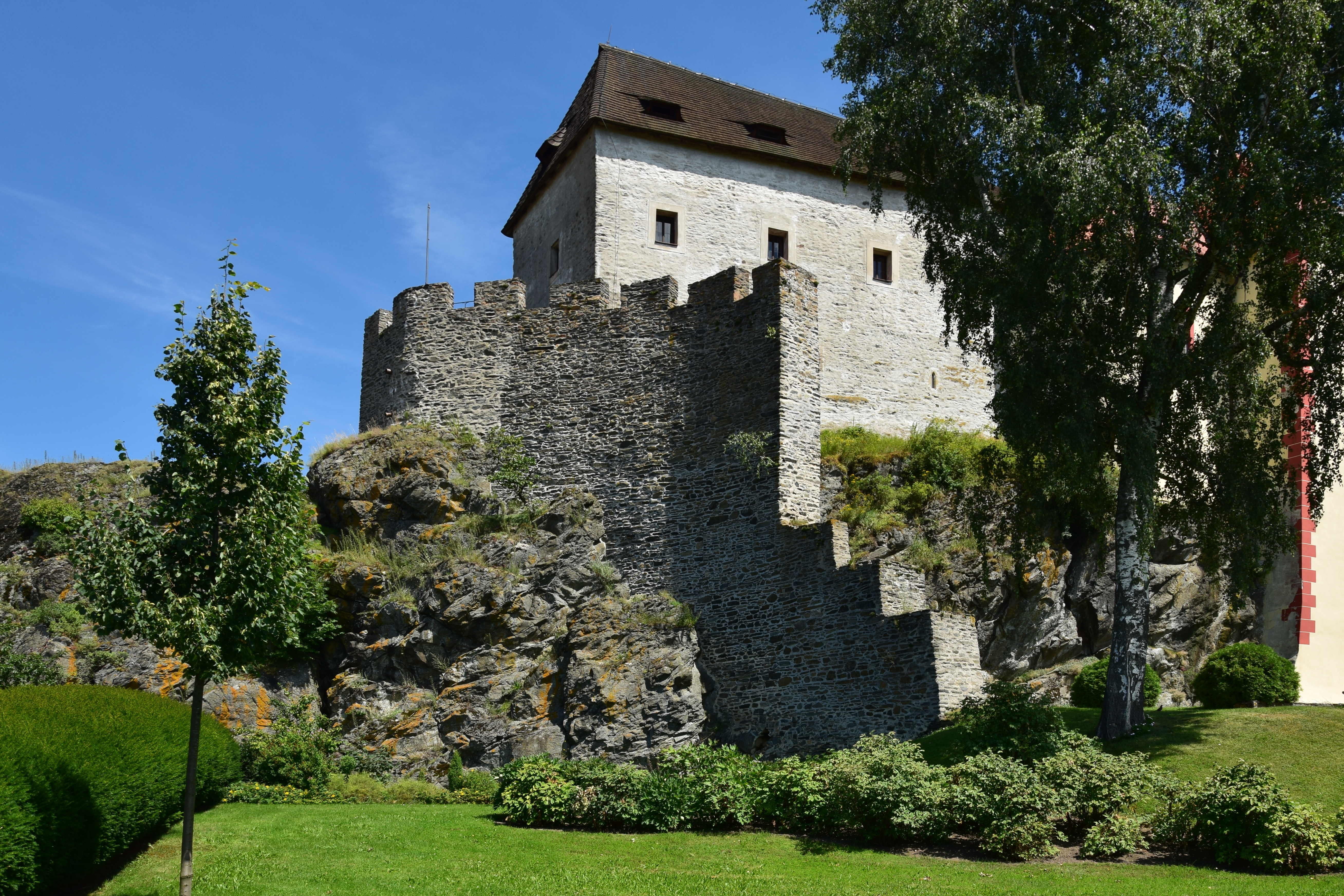
Fragment hradby předhradí na západní straně hradu

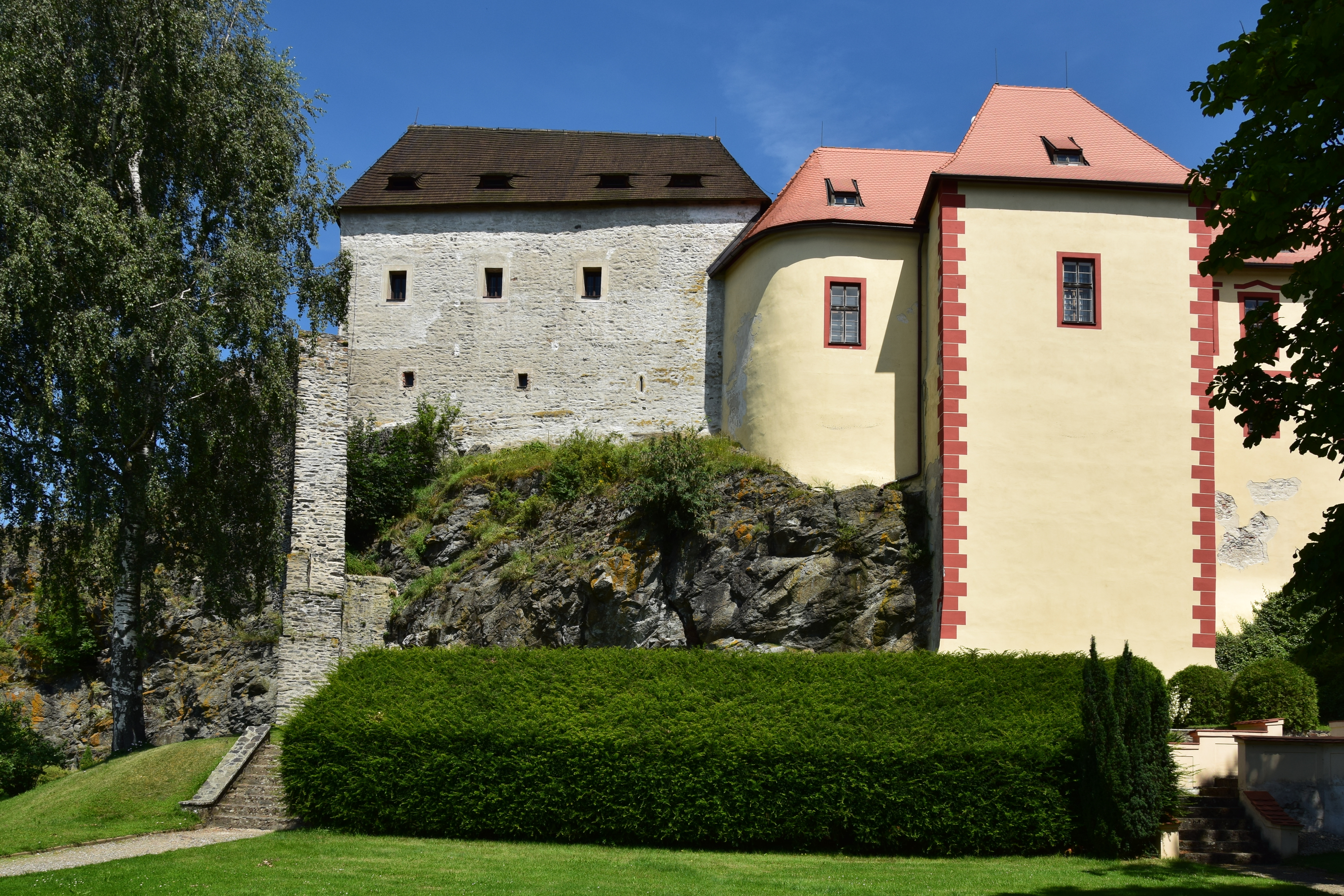
Jižní strana hradního jádra

První písemná zmínka o Kameni pochází z roku 1316, kdy jej vlastnil Nemír z Kamene. Většinu doby mezi lety 1318 a 1437 hrad vlastnil vladycký rod Tluksů z Vokova. První z nich, Zdík z Kamene, hrad vlastnil společně s Nemírem, kterého žaloval u zemského soudu za škody způsobené ve vsích Dobrá Voda a Věžná. Jeho nástupce Bušek Tluksa dne 4. března 1327 přijal hrad v ušlechtilé manství od krále Jana Lucemburského. Okolo poloviny čtrnáctého století byl pánem hradu Přibík Tluksa z Božejova se svými bratry Hukem, Dětochem, Onešem a Oldřichem. Od nich hrad roku 1356 koupil Jindřich z Ciglheimu, který požádal císaře Karla IV., aby mu léno prodal. Panovník mu 2. června 1356 vyhověl a dne 7. října 1366 mu povolil založit v okolí zlaté doly. V letech 1356–1366 nechal Jindřich přestavět hradní palác. Později prodal všechny své jihočeské statky a na konci čtrnáctého století hrad získali opět Tluksové. V roce 1408 je doložen Jan Tluksa s manželkou Annou, který zemřel na počátku husitských válek. Jan Tluksa po sobě zanechal sirotka Hynka, jehož poručníkem se snad stal Maršík Tluksa z Kamene, který spravoval majetek zřejmě i za vdovu Annu. Jiným příslušníkem rodu byl Přibík Tluksa z Kamene, který stál během husitských válek na straně táboritů a podílel se na dobytí Bechyně.
V roce 1437 Anna s Hynkem Kámen prodali Purkartovi ze Žirovnice za 600 kop grošů. Za něj se hrad dne 4. srpna 1450 stal místem jednání Jiřího z Poděbrad a Jindřicha z Rožmberka, kteří zde uzavřeli mírovou dohodu. O šest let později Purkart hrad prodal bratrům Buriánovi, Zdeňkovi a Mikulášovi Trčkům z Lípy za 700 kop grošů. Bratři si jej ponechali jen do roku 1460, kdy ho za stejnou cenu koupil Jan Sádlo ze Smilkova. Dne 23. září 1464 sepsal poslední vůli, podle které hrad s panstvím zdědili jeho švagrové Petr Břekovec z Ostromeče a z Kozího hřbetu, Hertvík z Nestajova a z Žehušic a strýcové Svatomír a Nedamír z Březí. Ti se po Janově smrti roku 1465 rozdělili o majetek, a Kámen připadl Petru Břekovcovi. Jeho syn Bohuslav poté hrad roku 1468 prodal Oldřichu Fifkovi z Vydří, který údajně falšoval peníze. Vinu se, snad vzhledem k předčasné Oldřichově smrti, prokázat nepodařilo, a jeho syn Albert z Vydří Kámen prodal Janu z Vojslavic.

### Vojslavští zVojslavic
Po Janovi z Vojslavic hrad zdědil jeho nejstarší syn Markvart, který u krále Vladislava dosáhl roku 1504 propuštění hradu z manství. Na počátku šestnáctého století Kámen vlastnil Petr z Vojslavic, pravděpodobně Markvartův syn. Někdy před rokem 1513 prodal za tisíc kop grošů polovinu hradu s půlkou městečka a částí panství Janovi Zručskému z Chřenovic. Druhou polovinu později získala jeho sestra Kateřina z Vojslavic provdaná za Habarta z Baště. Jeho však opustila a podruhé se provdala za Petra Malovce z Malovic. Petr měl zdědit její podíl, ale musel se kvůli němu roku 1524 soudit s Habartem. Spor vyhrál a navíc od Jana Zručského koupil i druhou polovinu hradu.

### Malovcové zMalovic

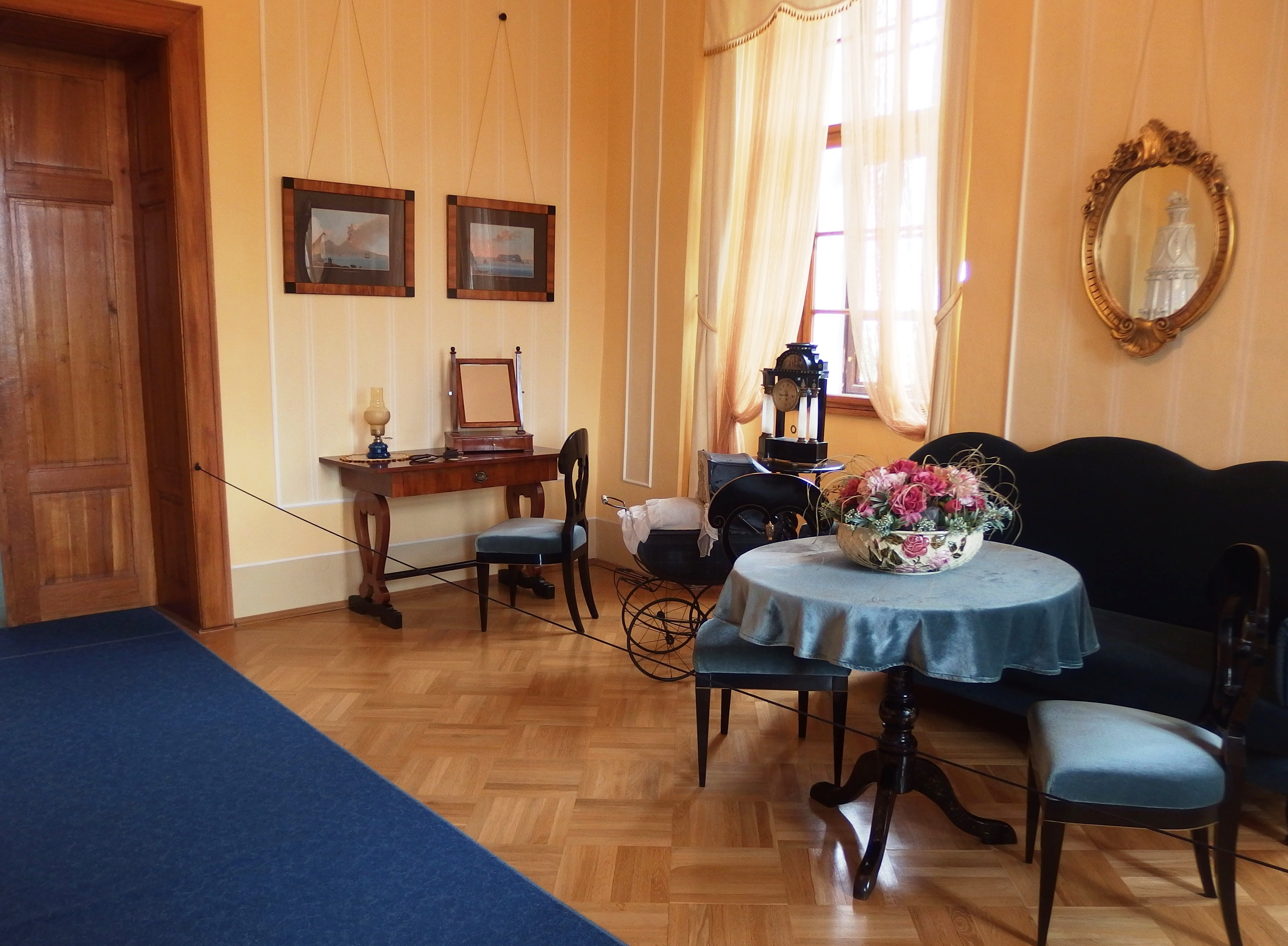
Expozice života na zámku na přelomu devatenáctého a dvacátého století

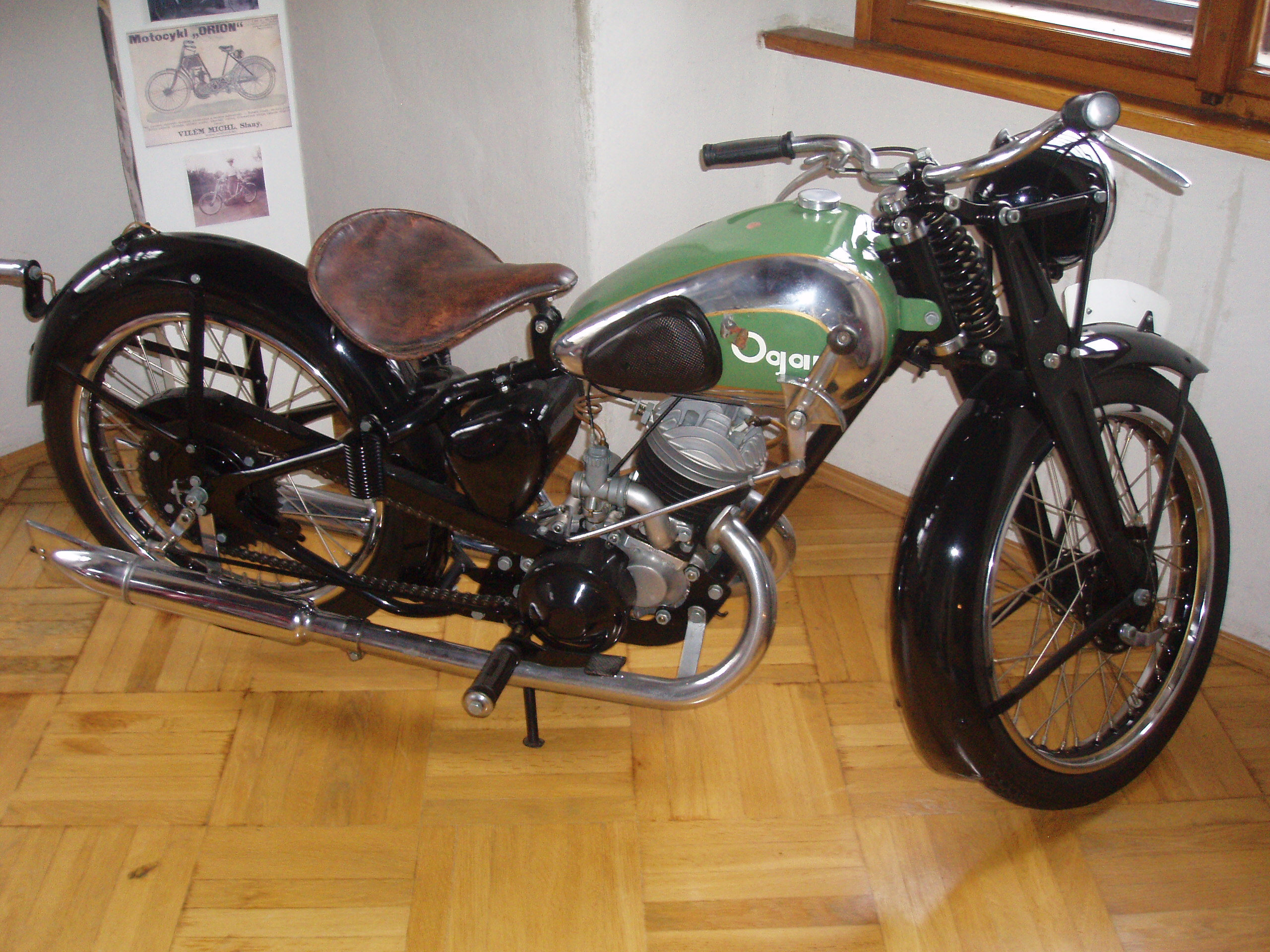
Motocykl značky Ogar v hradní expozici

Kamenské panství potom vlastnili bratři Jiří, Malovec a Václav, u kterých žilo jejich šest sester. Roku 1557 bylo panství rozděleno. Malovec tak získal samotný Kámen s podhradním městečkem, Eší, Vysokou Lhotou a dalším majetkem. Zemřel na počátku sedmnáctého století. Malovcovi synové Petr starší a Vilém na základě dohody z roku 1612 vyplatili nároky matky Alény z Paběnic. Petr panství spravoval ještě roku 1615, ale později hrad připadl mladšímu Václavovi, který se oženil s Annou Vratislavovou z Mitrovic. Václav zemřel nejspíše roku 1640 a Kámen zdědil starší syn Jan Kryštof, který nechal zastaralý a sešlý hrad přestavit na barokní zámek. Jeho erb s erby manželek Marie Veroniky Švihovské a Anny Barbory z Kokořova jsou vytesané nad vstupem do v hradního jádra.
Václav Malovec zemřel roku 1677 a poručnicí nezletilých čtyř synů a dcery byla ustanovena Marie Veronika Švihovská. Děti se rozdělily o majetek až v roce 1690. Kámen, jehož cena byla i s panstvím odhadnuta na 25 600 rýnských zlatých, připadl Janu Kryštofovi Malovci z Malovic, který panství prodal Františku Karlovi Kreslovi z Kvaltenberka. Zadlužený majitel na naléhání věřitelů panství roku 1747 prodal Janu Františkovi Baulerovi z Hohenburka za 36 000 rýnských zlatých. Roku 1756 statek koupil za 24 000 zlatých František Karel Streit, který jej s manželkou držel do roku 1774, kdy se novým majitelem stal Jan Nepomuk Gynter ze Šterneka, který zaplatil 48 000 rýnských zlatých. Také další majitelé se rychle střídali. Byli jimi František de Paula (od roku 1793), Václav Pitschmann (od roku 1799), Štěpán von Hackhl Edler von Rosenstein zu Peschwitz (od roku 1806) a Alois von Hackhl (od roku 1826).
Do podoby zámku výrazněji zasáhl až Václav Enis z Atteru, který jej vlastnil v letech 1860–1872. Zahájil přestavbu v novogotickém slohu, kterou dokončil až Antonín Fleissig, jenž Kámen získal roku 1916.

### Novodobé dějiny
Roku 1948 se hrad stal státním majetkem a od roku 1951 jej využívala Československá obec sokolská. O dva roky později byl dán k dispozici místní osvětové besedě a od roku 1964 patřil pelhřimovskému okresnímu národnímu výboru, který nechal hrad opravit. Od roku 1974 v něm sídlilo muzeum jednostopých vozidel.
V roce 2020 byl hrad pobočkou Muzea Vysočiny Pelhřimov, jehož zřizovatelem je Kraj Vysočina. Na hradě stále zůstává muzeum motocyklů a od devadesátých let dvacátého století je budována expozice života na zámku od druhé poloviny devatenáctého do počátku dvacátého století.

## Podoba hradu

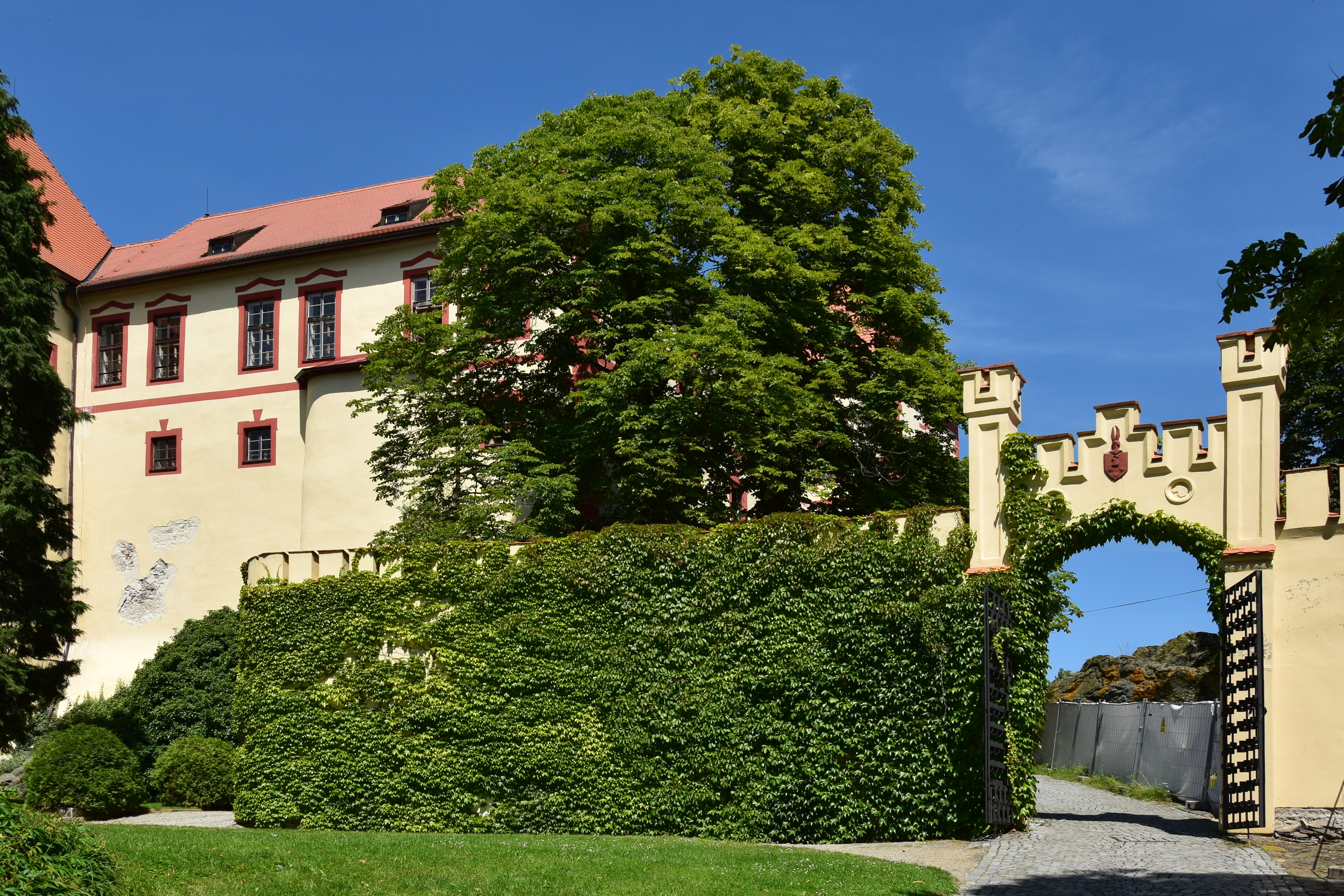
Novogotická brána do předhradí

Kámen patří mezi hrady blokového typu, u nějž na sebe přímo navazují jednotlivé věže a palácová křídla. Od počátku byl dvoudílný. Do níže položeného předhradí se vcházelo štíhlou branskou věží, ale z další zástavby se dochovala jen část obvodové hradby na západě, jihovýchodě a suterén budovy na severní straně.
Hradní jádro bylo postaveno na skalním útvaru a vstupuje se do něj další věží na východní straně. Jeho dominantou je obytná věž s lichoběžníkovým půdorysem na západě, z níž dále k západu vybíhá neobvyklá drobná čtvrtkruhová bašta. Třetí věžovitá stavba, která nejspíše sloužila jako kuchyně, stojí na jižní straně. Palác, původně trojprostorový, stojí v severozápadní části jádra. O čtvrtou část byl rozšířen ve druhé polovině čtrnáctého století. S výjimkou krátkého úseku hradby hned za branskou věží byl ve čtrnáctém století obestavěn celý obvod hradu. Část zdiva na jižní straně nádvoří je renesanční.
Ochoz zaklenutý křížovou klenbou okolo prvního patra nádvoří byl postaven okolo roku 1670. Ze stejné doby pochází malované stropy v prvním patře severního křídla. Při romantizující přestavbě v devatenáctém století byla zvýšena vstupní věž do předhradí a po pravé straně za ní vznikla budova pivovaru. Vlevo od věže byla zřízena nová novogotická brána.

### Kaple Panny Marie Bolestné
Nedaleko hradu se nachází kaple Panny Marie Bolestné. Jejím vlastníkem byla do února roku 2018 římskokatolická farnost Věžná a potom byla kaple převedena do majetku Kraje Vysočina. Kaple se tak stala součástí hradního areálu a na začátku roku 2019 začala její rekonstrukce. Částka potřebná k rekonstrukci dosahuje 19 milionů korun.